# Lyda Salmonova

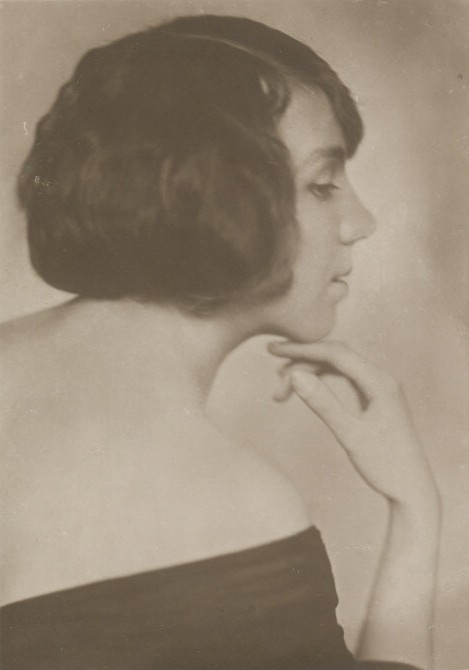
Lyda Salmonova auf einer Fotografie von Rudolf Dührkoop

Lyda Salmonova, gebürtig Ludmila Wilhelmina Anna Salmon (* 14. Juli 1889 in Prag; † 18. November 1968 ebenda), war eine tschechische Schauspielerin.

## Leben
Nach einer Tanzausbildung in Prag erhielt sie in Berlin eine Ausbildung an der Schauspielschule des Deutschen Theaters. 1910 gab sie dort ihr Bühnendebüt. 1915 trat sie in Norwegen und Schweden in August Strindbergs Totentanz auf. Bis 1918 gehörte sie zum Ensemble des von Max Reinhardt geleiteten Deutschen Theaters.
Sie war von 1913 bis 1923 als Darstellerin an so gut wie allen Stummfilmen Paul Wegeners beteiligt, dessen dritte Ehefrau sie von 1917 bis 1925 war. Der gemeinsame Sohn Peter Wegener war als Physiker am V2-Projekt in Peenemünde beteiligt.
Nach ihrem Rückzug vom Kino 1923 wurde Salmonova Schauspiellehrerin an der UFA-Nachwuchsschule. Zu Beginn der 1930er-Jahre hatte sie ihre letzten Bühnenauftritte. Mit dem Schauspielstudio Lyda Wegener gründete sie ihre eigene Schauspielschule. Nach dem Zweiten Weltkrieg lebte sie in ihrer Heimatstadt Prag.

## Filmografie
- 1913: Der Verführte
- 1913: Der Student von Prag
- 1913: Die ideale Gattin
- 1913: Evinrude
- 1914: Kadra Sâfa
- 1914: Der Schatz des Abdar Rahmann
- 1914: Die Löwenbraut
- 1915: Der Golem
- 1915: Die Rache des Blutes
- 1916: Peter Lump
- 1916: Der Yoghi
- 1916: Rübezahls Hochzeit
- 1917: Der Golem und die Tänzerin
- 1917: Hans Trutz im Schlaraffenland
- 1918: Der fremde Fürst
- 1918: Der Rattenfänger
- 1918: Apokalypse
- 1919: Gegen den Bruderkrieg
- 1919: Malaria
- 1919: Der Galeerensträfling (2 Teile)
- 1920: Die Tänzerin Barberina
- 1920: Der Golem, wie er in die Welt kam
- 1920: Steuermann Holk
- 1920: Der fliegende Tod
- 1921: Der verlorene Schatten
- 1921: Irrende Seelen
- 1921: Brennendes Land
- 1921: Der Wahn des Philipp Morris
- 1921: Die Diamentenkonkurrenz
- 1921: Das Weib des Pharao
- 1921: Jenseits des Stromes
- 1922: Das Liebesnest
- 1922: Herzog Ferrantes Ende
- 1922: Lucrezia Borgia
- 1922: Monna Vanna
- 1923: S.O.S. Die Insel der Tränen